# ديفيد باس (ضابط)
ديفيد باس (بالإنجليزية: David Buss)‏ هو ضابط أمريكي، ولد في 18 فبراير 1956.